# Rue de Monttessuy
La rue de Monttessuy est une voie du 7e arrondissement de Paris, en France.

## Situation et accès
La rue de Monttessuy est une voie publique située dans le 7e arrondissement de Paris. Elle débute au 18, avenue Rapp et se termine au 21, avenue de La Bourdonnais.

## Origine du nom
Le nom de la rue fait référence au diplomate Gustave de Monttessuy (1809-1881), propriétaire de plusieurs terrains dans le Gros-Caillou au XIXe siècle, qui résida lui-même rue Saint-Dominique.

## Historique

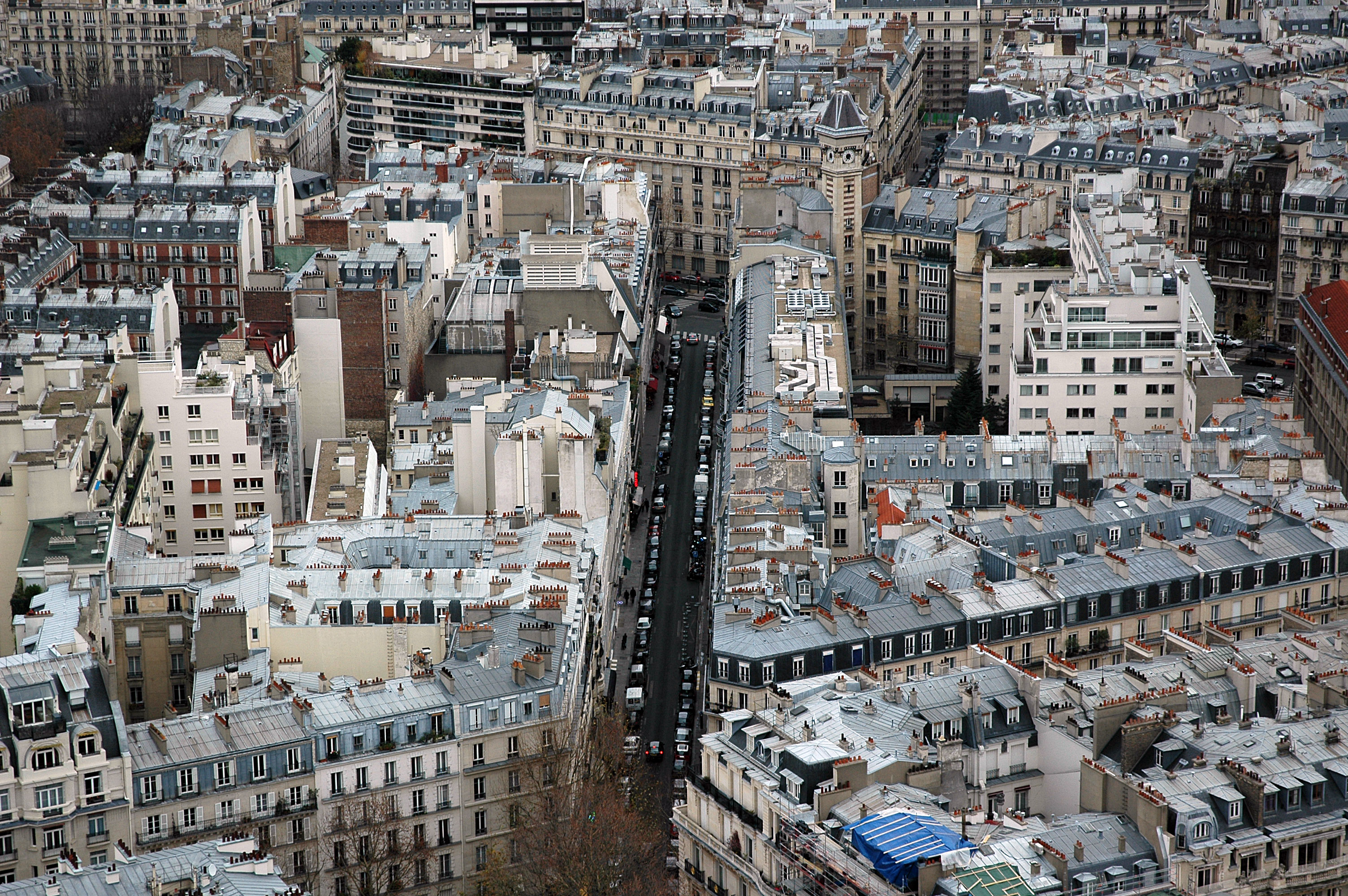
La rue de Monttessuy vue de la 2e plateforme de la Tour Eiffel (2009).

Cette voie est ouverte par la Ville de Paris sur les terrains appartenant du comte de Monttessuy en 1857 sous le nom de « rue Desgenettes » :
Décret du 10 août 1868
« Napoléon, etc., 

Sur le rapport de notre ministre secrétaire d’État au département de l'Intérieur,
Vu l'ordonnance du 10 juillet 1816 ;
vu les propositions de M. le préfet de la Seine ;
Avons décrété et décrétons ce qui suit :
Article 3. — Les deux rues ouvertes entre les avenues Rapp et de La Bourdonnaye prendront : 
la première, située au nord, le nom de rue Desgenettes ;
la deuxième, située au sud, celui de rue Camou.
etc.
Article 17. — Notre ministre secrétaire d'État au département de l'Intérieur est chargé de l'exécution du présent décret.
Fait au palais de Fontainebleau, le 10 août 1868. »
Par un arrêté du 10 novembre 1873, elle prend le nom de « rue de Montessuy » (avec un « t ») avant de prendre sa dénomination actuelle (avec deux « t ») par un arrêté du 17 février 1908.

## Immeubles remarquables et lieux de mémoire
- Nos 6-8 : immeubles réalisés par l'architecte Georges Morin-Goustiaux, où il vécut entre 1890 et 1892[2].